# Regina Halmich
Regina Halmich est une boxeuse professionnelle allemande née le 22 novembre 1976 à Karlsruhe.

## Carrière
Passée professionnelle en 1994, elle remporte au cours de sa carrière les titres mondiaux WIBF dans 3 catégories différentes, des poids mi-mouches aux poids super-mouches, et compte à son palmarès 54 victoires (notamment contre Daisy Lang en 2004), 1 défaite et 1 match nul.